# Nico van Biljouw
Nico van Biljouw (1940 - 16 december 1993) was een Nederlandse evangelist en Bijbelstudieleraar.

Hij was de oprichter en directeur van de Bijbelschool Jong en Vrij en een bekende spreker binnen de pinksterbeweging. Van Biljouw heeft tevens gediend bij het korps Mariniers.
De moeder van Van Biljouw kwam tot geloof tijdens de bekende evangelisatiecampagne in 1958 van Thomas Lee Osborn op het Malieveld in Den Haag. Korte tijd daarna volgde Van Biljouw zelf. Hij bezocht aanvankelijk een pinkstergemeente in Den Haag, voordat hij in de jaren 60 jeugdleider werd van de plaatselijke pinkstergemeente in Vlissingen. Daar trouwde hij ook met Annie van Polen - kleindochter van een van de eerste pinkstervoorgangers in Nederland - en kreeg twee zonen en een dochter. In 1968 ging Van Biljouw in Abbenes wonen, wegens zijn werkzaamheden voor de Rijkswaterstaat. Bij zijn vertrek uit Zeeland kreeg hij de zeggenschap van het blad 'Jong en Vrij' overgedragen van W.J. Lentink. Tot op dat moment was het de uitgave van de Nederlandse Pinkster Jeugd Beweging. Het blad werd door Van Biljouw veel groter opgezet en gewijzigd in een interkerkelijk blad gericht op schoolevangelisatie. In die tijd begon Jong en Vrij met het uitgeven van een christelijke schoolagenda, ook gericht op evangelisatie.
In de zomer van 1975 groeide tijdens een jeugdkamp op Terschelling het idee om de training die jongeren daar ontvingen, uit te breiden tot een jaar. Direct na de zomer werd er een trainingsschool voor Discipelschap opgericht, waarin zich in de loop van drie maanden 26 studenten aanmelden. In 1976 werd het gebouw Vredeheim in Rockanje gekocht. Hier was de school tot juni 1994 - toen zij werd opgeheven - gevestigd. Hieruit ontstond ook de gelijknamige evangelische gemeente Jong en Vrij, die tot op de dag van vandaag bestaat.
Van Biljouw was landelijk bekend binnen de pinkster- en evangelische beweging. Hij was een graag geziene spreker tijdens de pinksterconferenties van stichting Opwekking in Vierhouten en op de zogeheten One-Way-dagen. Eind 1993 overleed Nico van Biljouw op 53-jarige leeftijd onverwachts aan de gevolgen van een hartstilstand. Na zijn dood is het besluit genomen om de trainingsschool van Jong en Vrij op te heffen.